# Pedrera de Mussarra
La Pedrera de Mussarra és una antiga explotació d'extracció de pedra per a la construcció del terme municipal de Monistrol de Calders, al Moianès.
Està situada al Pla de Mussarra, a llevant de la masia de Mussarra, al capdamunt de les Costes de Mussarra, a la part septentrional del Serrat de Mussarra.
Estigué en explotació des dels anys quaranta del segle xx fins a la dècada dels setanta, en què es deixà de treballar-hi.